# Woyzeck (film 1979)
Woyzeck è un film del 1979 diretto da Werner Herzog, tratto dall'omonimo dramma teatrale di Georg Büchner ed ispirato ad un fatto di cronaca nera che vide coinvolto un uomo di Lipsia, Johann Christian Woyzeck, nell'omicidio della sua amante.
Il film è stato girato in soli diciotto giorni a Telč, nell'allora Cecoslovacchia, solo cinque giorni dopo il termine delle riprese di Nosferatu, il principe della notte. Il montaggio fu ultimato in soli quattro giorni.

## Trama
Franz Woyzeck, un umile soldato di stanza in una città di provincia tedesca, è il padre di un figlio illegittimo della sua amante Maria.
Woyzeck guadagna soldi extra per la sua famiglia grazie a piccoli lavori per il capitano suo superiore ed anche prestandosi a esperimenti medici condotti da un dottore senza scrupoli. Per un esperimento, il dottore comanda a Woyzeck di non mangiare nient'altro che piselli per un lungo periodo. È ovvio ormai che la salute mentale di Woyzeck sta precipitando e in breve comincia ad essere vittima di una serie di visioni apocalittiche. Nel frattempo Maria, stanca del suo compagno sempre irrequieto, cede alle lusinghe di un bel soldato, un tamburo maggiore, che conosce mentre questi marcia a capo di una banda militare durante una festa cittadina.
In Woyzeck si insinuano i primi sospetti di un tradimento di Maria; quando però decide di affrontare l'aitante tamburo maggiore, questi lo picchia e lo umilia. Woyzeck medita una vendetta; porta Maria nei pressi di uno stagno in aperta campagna e la pugnala a morte. Subito dopo vediamo Woyzeck che balla dissennato in una taverna, cercando di dimenticare. Qualcuno si accorge che Woyzeck è macchiato di sangue sulle maniche della sua divisa: Woyzeck scappa per sottrarsi alle domande di chi vuole far luce su quelle strane macchie di sangue che porta sui vestiti. Fugge nella notte verso lo stagno dove poco prima aveva ucciso Maria e cerca di lavarsi via il sangue e di occultare il coltello gettandolo al largo nello stagno, dove poi affoga.
Sulla scena del delitto, alcuni gendarmi discutono e cercano di raccogliere prove e indizi attorno al cadavere di Maria.

## Riconoscimenti
Come in Nosferatu, il protagonista del film è Klaus Kinski; al suo fianco l'attrice austriaca Eva Mattes, che per la sua interpretazione vinse il premio come Miglior attrice non protagonista al Festival di Cannes 1979.

## Distribuzione
In Italia è stato distribuito in DVD dalla Ripley's Home video (con Werner Herzog cineasta).